# Поволшки Финци
Поволшки или Волшки Финци, или Источни Финци, су историјска група аутохтоних народа Русије чији потомци укључују Маријце, Мордвине (Ерзјане и Мокшане), Пермијанци се понекад сврставају у ову групу.
Савремени представници Поволшких Финаца живе у котлинама река Суре и Мокше, као и (у мањим бројевима) на интерлувима између Волге и реке Белаја. Маријски језик има два дијалекта, планински маријски и долински маријски.
Традиционално се маријски и мордвински језици (ерзјански и мокшански) сматрају делом поволшко-финске или поволшке групе у оквиру фино-пермске гране уралских језика, класификације прихваћене од стране Роберта Аустерлица , Аурелиана Савагота и Карла Хејнрих Менгеса(1973), Хардала Хермана (1974) и Чарлс Федерик Вегелина и Флоренс Мари Вегелин (1977), али одбијене од стране Бјорна Колиндера (1965) и Роберта Томас Хармса (1974).
Ово груписање је такође критиковао Салминен (2002), који је тврдио да је то географска групација, а не филогенетска група језика. Од 2009. године 16. издање Етнологије: Језици света, усвојена је класификација која групу маријских и мордвинских језика сматра одвојеним гранама породице уралских језика.

## Терминологија
Не смеју се мешати са Финцима. Термин је настао из језичког израза Поволшки Финци, који одражава старију употребу термина фински за већи део или целу групу фино-пермских језика, док се данашњи термин фински језици односи на језике балто-финских народа.

## Етничке групе

### Мари
Маријци или Черемиси (рус. черемисы, тат. Çirmeş) су традиционално живели поред Волге и реке Кама у Русији. Већина Маријаца данас живи у Републици Мариј Ел, са значајном популацијом у републикама Татарстан и Башкортостан.
Маријце чине три подгрупе: долински Маријци, који живе дуж леве обале Волге, планински Маријци, који живе дуж десне обале Волге и источни Маријци, који живе у Башкортостану. На попису становништа у Русији (2002), 604.298 се изјаснило да припадају Маријцима, од тога 18.515 оних који наводе да су планински Маријци и 56.119 источних. Скоро 60% Маријаца живи у руралним подручјима.

### Мерја
Народ Мерја (рус. меря; такође и Merä) насељавали су територију која одговара данашњој руској области Златни прстен или Залесје, уљкучујући и данашњу територију Москве, Јарослава, Кострома, Иванова и Владимира.
На кратко их је поменуо Јорданес у 6. веку као Мерени, а касније су детаљније описани у повести минулих лета. Совјетски археолози веровали су да је главни град Мерјана Сарско Гродиште на обали језера Неро, јужно од Ростова. Верује се да су их Источни Словени мирно асимилирали након што је њихова територија постала део Кијевске Русије у 11. веку.
Једна хипотеза описује Мерјане као западну грану Маријаца, а не одвојено племе. Њихова имена су у суштини идентична, "Мерја" је руска транскрипција сопственог имена Маријаца, Мäрӹ (Märӛ).
Непроучен, мерјански језик се традиционално сматра чланом поволшко-финске групе. Овај став је оспорио Еуген Хелимски, који претпоставља да је језик Мерјана ближи групи северних угро-финских језика (фински и лапонски).
Становници неколико округа Кострома и Јарослава сматрају себе Мерјанима, мада су се на скорашњем попису изјаснили као Руси. Савремени Мерјани имају своју веб страницу да покажу своју заставу, грб и националну химну, и да учествују у дискусијама на тему угро-финаца на интернету.
Године 2010, је објављен филм Овсјанке (буквални превод: “Стрнадице”, енгл. Silent Souls), базирано на причи романа под истим називом, посвећен невероватном животу модерних Мерјана.
Последњих година појавио се нови тип друштвеног покрета, "Етнофутуризам Мерјана". Присутан је у централним регионима Русије, Москви, Переслављ-Залеску и Кострому. У октобру 2014, 3. Фестивал језика на Универзитету Новгород је одобрио 50-то минутну презентацију "мерјанског језика". У мају 2014. године, "Нова галерија" у граду Иванову је током "Ноћи музеја" отворила је уметнички пројекат "Волга Сакрум".

### Мешчери
Мешчери или Мешчора (рус. Мещёра) су живели на територији између река Ока и Кљазме. То је била земља шума, језера и мочвара. Подручје се и даље зове Мешчерска равница.
Први руски писани извор који их помиње јесте Толсковаја Пелеја, из 13. века. Такође се помињу у неколико каснијих руских хроника из периода пре 16. века. Ово је у потпуној супротности са сродним племенима Мерјанима и Муромима који су асимилирани од стране Источних Словена око 10. и 11. века.
Иван II Иванович, кнез Москве је писао у свом тестаменту 1358. године о селу Мешчерка, које је купио од сеоског кмета Михаила Андронова. Изгледа да је село прекрштено православљем и да је постало вазал Московске кнежевине.
Мешчери (заједно са Мордвинима, Сибирцима и још неким групама) су приказани на млетачкој карти (Провинције Русије), познатој по имену Фра Мауро карта из 1450. године.
Неколико докумената спомиње Мешчере у вези са ратом за Казањ који је водио Иван Грозни у 16. веку. Ови извештаји се односе на државу Мешчера (позната под именом Темников Мешчера), коју су асимилирали Мордвини и Татари. Кнез А. М. Курбски је написао да се мордвински језик говорио у земљама Мешчера.
У селу Жабки (Јегорјевски округ московске области), пронађени су гробови Мешчера из 1870. године. Пронађени женски бронзани украси угро-финског порекла, датирани су на период од 5. до 8. века. Врло слична открића су се ускоро појавила у Рјазањску и Владимиру, што је омогућило археолозима да утврде карактеристике материјалне културе Мешчера. Дванаест таквих налазишта пронађено је код Москве, уз Оку до града Касимова. Опште мишљење је да је оканско-рјазанска култура идентична мишчерској.
У гробницама жена нађени су објекти типични за Поволшке Финце из периода од 4. до 7. века, а то су прстенови, звецкави привесци, копче и гривне. Посебно упечатљив је био плочасти накит са украсима који се носио на грудима.
И неким гробницама су били добро очувани главени украси са увезаном, дугом, црном косом у облику малих пунђи у којима су били уткани привесци.
Култура Мешчера нестала из долине реке Оке је око 11. века. Изгледа да су на мочварном северу остали дуже где су и покрштени. Племство Мешчера је прекрштено и асимилирано до краја 13. века, али су обични Мешчари, ловци и риболовци, задржали елементе свог језика и веровања дужи период. У 16. веку основан је манастир Свети Никола у Радовитском како би прекрстили преостале Мешчере пагане. Кнежевска породица Мешчерски у Русији је своју племићку титулу добила због тога што је изворно била владар неких од ових финских племена.
Мешчерски језик није никада записан. Неки лингвисти мисле да је то можда био дијалект мордвинског језика. Паули Раконен је предложио на основу топонимских доказа да је пермски најсроднији језику Мешчера . Раконенове спекулације су критиковали други научници. Конкретно, руски Уралиста Владимир Бладимирович Наполски.

### Мордвини
Мордвини  или Мордви и Мордвијанци су још један од аутохтоних народа Русије. Оне се састоје од две главне подгрупе, Ерзја и Мокша, поред мањих подгрупа Каратаја, Терјукана и Тенгушева (или Шокша) Мордвина, који су „русификовани” или „потурчени” за време 19. и 20. века.
Мање од једне трећине Мордвина живи у Републици Мордовија, у Руској Федерацији, у сливу реке Волге.
Ерзја Мордвини (ерз. эрзят, Езрјат), који говоре ерзјански и Мокша Мордвини (мокш. мокшет), који говоре мокшанским су две велике групе. Каратајски Мордвини живе у Кама Тамаги области Татаристана, али причају татарски језик са великим бројем речи мордвинског језика. Терјукани, из Нижегородске области у Русији, прешли су на руски у 19. веку. Терјукани се идентификују са појмом Мордва, док се Каратаји називају и Мукша. Тенгушевски Мордвини живе у јужној Мордовији и представља прелазну групу између Мокше и Ерзја.
Западни Ерзјани се такође зову Шокша (или Шокшо). Они су изоловани од већине Ерзјана, а на њихов дијалекат су утицали мокшански дијалекати.

### Мурома
Муроми (рус. Мурома) су живели у долини реке Оке. Они се помињу у делу "Повести минулих лета". Стари град Муром и даље носи име по њима. Муроми су били под влашћу кнежева Руса и као и народ суседног мерјанског племена, били су асимиловани од стране Источних Словена у 11. и 12. веку, а њихова територија инкорпорирана у Кијевску Русију.
Муромски језик није забележен, али се претпоставља да је из групе уралских језика. А. К. Матвејев је идентификовао топонимску област око доњих токова река Ока и Кљазме, који одговарају Муромима. Према топонимији, језик Мурома био је сродан језику Мерјана.

### Пермијанци
Сматра да су говорници пермијанских језика, Пермијанци, припадали поволшко-финској групи народа, јер према неким теоријама њихова древна домовина се налази у северном делу слива Волге.